# Liutauras Kazlavickas
Liutauras Kazlavickas (ur. 11 kwietnia 1981 w Wilnie) – litewski polityk, działacz partyjny i młodzieżowy, poseł na Sejm Republiki Litewskiej.

## Życiorys
W 1999 ukończył szkołę średnią, a w 2005 kulturoznawstwo na Uniwersytecie Wileńskim. Był wiceprezesem Litewskiego Związku Studentów (2005–2007). Pracował w organizacjach społecznych i jako urzędnik w Ministerstwie Pracy. Od 2009 był asystentem posła Mantasa Adomėnasa i eurodeputowanej Radvilė Morkūnaitė. W 2010 objął stanowisko doradcy premiera Andriusa Kubiliusa ds. edukacji.
W 1997 wstąpił do młodzieżówki konserwatywnej, a w 1999 do Związku Ojczyzny. Był przewodniczącym wspólnoty młodzieżowej TS-LKD w Wilnie. W wyborach parlamentarnych w 2012 z listy krajowej tego ugrupowania uzyskał mandat poselski. W Sejmie zasiadał do 2016. W 2019 wszedł w skład rady miejskiej w Wilnie (mandat radnego utrzymał także w 2023). W 2024 po raz drugi został wybrany do Sejmu.